# Mycalesis hintzi
Mycalesis hintzi är en fjärilsart som beskrevs av Embrik Strand 1911. Mycalesis hintzi ingår i släktet Mycalesis och familjen praktfjärilar. Inga underarter finns listade i Catalogue of Life.